# 桜田桂
桜田 桂（さくらだ かつら、1958年2月24日 - ）は、日本の官僚。会計検査院事務総長を経て、NTTデータ常勤監査役。

## 人物・経歴
東京都出身。1980年東京大学経済学部卒業、会計検査院事務総局入局。会計検査院事務総長官房総括審議官を経て、2015年会計検査院事務総局第1局長。2016年会計検査院事務総局次長。2017年会計検査院事務総長。2018年退官、NTTデータ常勤監査役。